# Estação São Mateus
São Mateus foi uma estação ferroviária localizada no bairro São Mateus no município de São João de Meriti no estado do Rio de Janeiro.
Já foi usada como sede da escola de samba Unidos da Ponte.

## Historia
Inaugurada em 1910, servia ao antigo Ramal Circular da Pavuna da Estrada de Ferro Central do Brasil, que ligava a Estação Costa Barros a Estação Pavuna passando pela estações de Estação Engenheiro Berford, São João de Meriti, São Mateus e Thomasinho. O trecho da linha começava na estação de Costa Barros junto com a Linha Auxiliar da EFCB até a estação de Thomasinho, a partir daí a linha seguia pelo centro de São João de Meriti até a estação Pavuna.
O Ramal Circular da Pavuna foi praticamente extinto em 1993, o trecho entre a estação de Thomasinho e Pavuna foi totalmente erradicado, sobrando em alguns trechos, postes das catenárias, além do prédio da estação de São Mateus. Há também resquícios dos postes das catenárias entre a estação de Thomasinho e Costa Barros, onde atualmente passa a Linha Auxiliar da antiga Central do Brasil.
A estação estava sendo usada como sede da escola de samba Unidos da Ponte.